# Louis-Joseph de Montcalm

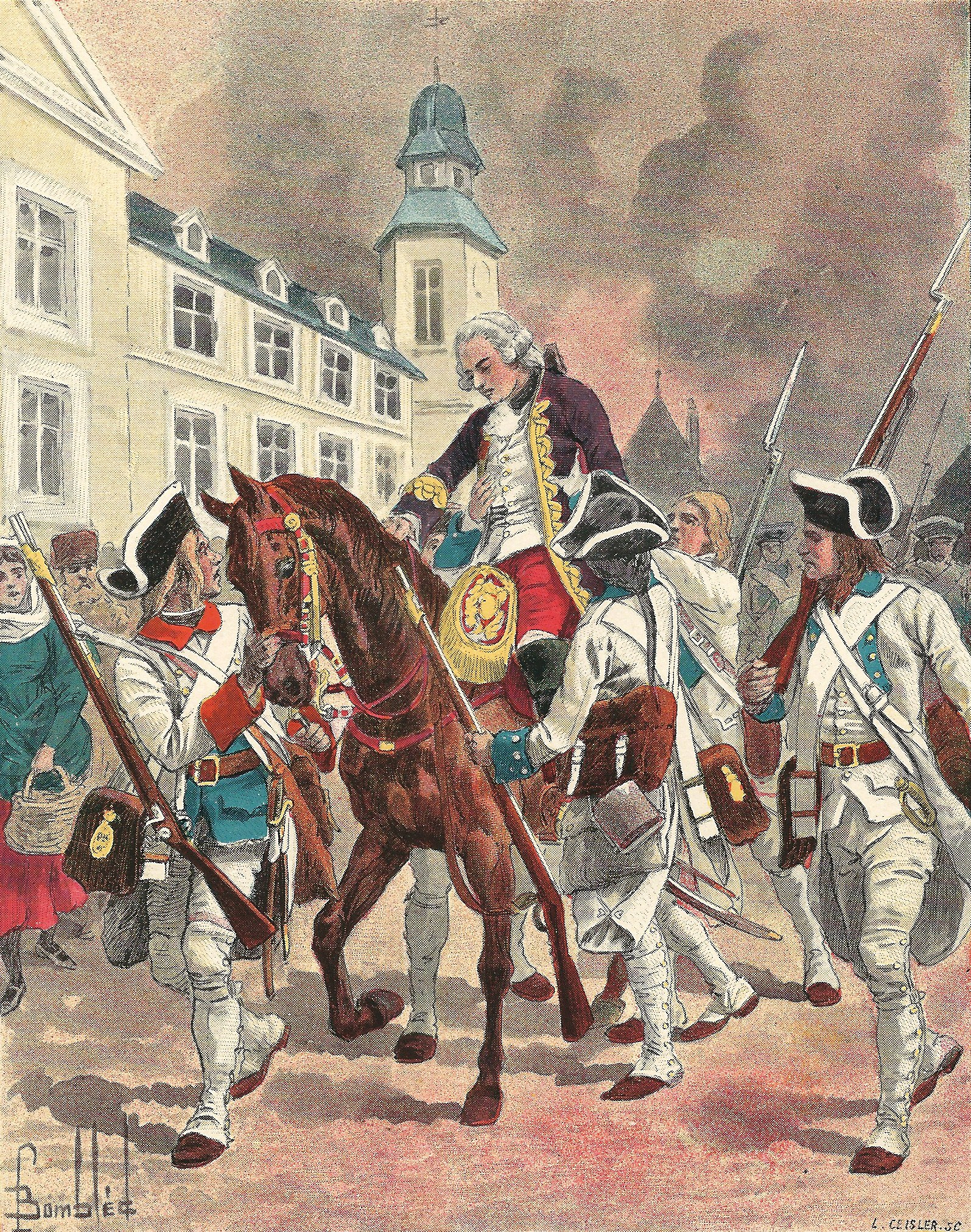
Generaal Montcalm, dodelijk gewond in de strijd, wordt door zijn soldaten naar Quebec gebracht.

Louis-Joseph de Montcalm (Château de Candiac, 28 februari 1712 - Quebec, 14 september 1759) was een Frans generaal die de aanvoerder was van de Franse troepen in Canada tijdens de Zevenjarige Oorlog.

## Biografie

### Vroege leven
Louis-Joseph de Montcalm werd geboren als zoon van Louis-Daniel de Montcalm en Marie-Thérèse de Pierre in het familiekasteel Château de Candiac nabij Nîmes. Al op negenjarige leeftijd ging hij dienen in het Franse leger als vaandrig. In 1729 kocht zijn vader zijn aanstelling tot kapitein en participeerde hij mee aan het Beleg van Kehl. Na de dood van zijn vader in 1735 werd De Montcalm markies van Saint-Veran. Niet veel later huwde hij met Angelique Louise Talon du Boulay met wie hij vele kinderen zou krijgen.
Enkele jaren later vocht hij mee tijdens de Oostenrijkse Successieoorlog. In 1744 ontving hij de Orde van de Heilige Lodewijk. Twee jaar later werd hij echter gevangengenomen na de Slag bij Piacenza. Na zeven maanden gevangenschap werd hij echter vrijgelaten. De Montcalm keerde terug in het leger en nam deel aan de Slag bij Assietta waar hij gewond raakte. Toen in 1749 de oorlog was afgelopen kreeg hij de mogelijkheid om een nieuw regiment in het leven te roepen: het Regiment de Montcalm.

### Canada
Daarna verkreeg Louis-Joseph de Montcalm een aanstelling in Canada om daar de troepen te leiden tegen de Britten in de Franse en Indiaanse Oorlog. Hij behaalde zijn eerste succes door Fort Oswego in te nemen. Echter, De Montcalm had andere opvatting aangaande de te volgen strategie tegen de Engelsen dan de Franse gouverneur, Pierre de Rigaud, waardoor de relatie tussen beide heren verslechterde. Het jaar daarop, in 1757, behaalde De Montcalm zijn grootste succes bij het Beleg van Fort William Henry dat hij al na drie dagen tot overgave wist te dwingen.
In juli 1759 werd De Montcalm er op uitgestuurd om een Britse aanval tegen te houden. Dit leidde tot de Slag bij Carillon waarin de Franse een belangrijke overwinning wisten te behalen op de Britten. Toch wisten de Britten de overhand te krijgen, dit kwam mede door het uitblijven van de Franse versterkingen. De Britten wisten Louisbourg te vernietigen en vervolgens legden ze zich toe op het beleg van Quebec. Tijdens de slag om Quebec werd De Montcalm in rug geraakt door een musketschot. Later die dag overleed hij aan zijn verwonding.